# Nedelja (časopis)
Nedelja je slovenski cerkveni list Krške škofije in najstarejši tednik koroških Slovencev. Časopis je ustanovila marca leta 1926 skupina slovenskih duhovnikov. Izdaja ga slovenski dušnopastirski urad Krške škofije.
Nedelja predstavlja jezikovno in kulturno kontinuiteto ter kontinuiteto slovenske identitete ter življenjsko moč slovenske narodne skupnosti, saj se je njena zgodovina slika zgodovine skupnosti. Časopis je bil ustanovljen v času med obema svetovnima vojnama. Leta 1941 so ga nacisti prepovedali, po drugi svetovni vojni pa je bil list ponovno ustanovljen.
Po vojni je postala založnik časopisa Krška škofija. V zadnjih desetletjih se je list spremenil iz tradicionalno verskega in podučnega lista v sodoben medij narodne skupnosti z obširnimi prispevki o kulturi in o lokalnih dogodkih, z mesečno literarno prilogo in z družbeno-kritičnimi tedenskimi komentarji ter s sodobno spletno stranjo.  Tako je Nedelja postala eden najpomembnejših časopisov koroških Slovencev.
Na spletni strani je arhivirana in dostopna kulturna priloga XIV dni.